# Zamek Świny
Zamek Świny (niem. Schweinhausburg) – zabytkowy zamek obronny, a od początków XVII w. zamek mieszkalny we wsi Świny (województwo dolnośląskie) koło Bolkowa, na Pogórzu Kaczawskim w Sudetach. Pierwotnie gród.

## Historia
Zamek został zbudowany z brunatno-czerwonego zlepieńca na wzgórzu zamkowym zbudowanym z porfiru kwarcowego i tufu porfirowego, 
Wymieniono go raz pierwszy w kronice Kosmasa w 1108 r. pod nazwą Zvini in Polonia. Potem w dokumencie papieża Hadriana IV wzmiankowany jako gród kasztelański Zpini. W 1244 roku wzmiankowany jest Jaksa kasztelan Svyn. Jest najstarszym prywatnym zamkiem na terenie obecnej Polski.
Według istniejących dokumentów, w XIII w. właścicielami byli w 1230 r. Tader, w 1242 r. Jaksa, a w 1248 r. Piotr ze Świn. W latach 70. XIII w. decyzją Bolka I Srogiego Zamek Świny utracił status kasztelanii na rzecz nowszego Bolkowa. Dawny gród książęcy przeszedł najpewniej jeszcze przed 1272 r. w ręce rycerskie, skoro na dokumencie Bolesława Rogatki z tego roku, występuje już dominus Jan de Swin. W 1313 r. w otoczeniu Bernarda świdnickiego odnotowany jest Piotr de Svyne. Zamek został przekazany rycerskiemu rodowi Świnków (niem. von Schweinichen), który zasiedlał go aż do XVIII w. W 1323 r. właścicielem zamku był Henricus de Swyn. Na miejsce drewnianych umocnień w połowie XIV w. Świnkowie wystawili z łamanego kamienia czterokondygnacyjną wieżę mieszkalno-obronną o bardzo masywnych 2,5-metrowych murach wraz z murem obwodowym. Wieża o wymiarach 12x18 metrów była podpiwniczona i przykryta dwuspadowym dachem. Do dziś zachował się w jej ścianie gotycki portal wejściowy.
W połowie XV w. Gunzel von Schweinichen dobudował do wieży dwuszczytowy budynek mieszkalny i nowe fortyfikacje obwodowe. Ostatnią i najdalej idącą przebudowę zamku przeprowadził w latach 1614-1660 Johann Sigismund von Schweinichen, który zmienił rodową siedzibę w renesansową rezydencję. Dzięki kontaktom z mistykami, alchemikami i różokrzyżowcami Johann Sigismund założył koło teozoficzne oraz utworzył w Świnach bibliotekę mistyczno-teozoficzną. W 1624 r. na zamku przebywał mistyk Jakub Boehme, który napisał tu Posłanie do spragnionej i głodnej duszy. Wokół niego zbierało się koło mistyków, m.in. Angelus Silesius i Abraham von Franckenberg.
Od północnego zachodu dobudowano prostokątny pałac. Kompleks otoczono obwarowaniami przystosowanymi do użycia broni palnej, na które składały się nowy mur obronny oraz basteje i mały bastion. Wjazd chronił most zwodzony. Ufortyfikowany został także teren podzamcza, na południowy wschód od zamku właściwego znajdują się resztki trójkątnego bastionu ziemnego.
Po wymarciu w 1702 r. na Jerzym Ernescie von Schweinichen młodszej, rezydującej na Świnach gałęzi rodu Świnków, w 1713 r. zamek przejął zięć zmarłego, Sebastian Henryk von Schweinitz. W 1762 r. Świny, które szczęśliwie nie ucierpiały ani w czasie wojen husyckich, ani wojny trzydziestoletniej, zostały złupione przez rosyjskie wojska podczas wojny siedmioletniej. W wyniku dewastacji von Schweinitzowie oddali zamek na licytację w 1769 r. sprzedając go pruskiemu ministrowi stanu Janowi Henrykowi hrabiemu von Churschwandt. Zamek pozostał jednak niezamieszkany i niszczał. Wdowa po ministrze przekazała Świny swej córce z drugiego małżeństwa, Teresie von Schlabrendorff, po której zamek odziedziczyli jej potomkowie, austriaccy hrabiowie Hoyos von Sprinzenstein, którzy pozostali jego właścicielami aż do 1941 r., kiedy zostali zmuszeni do sprzedania posiadłości państwu. Wehrmacht urządził w zamku magazyn części do samolotów.
Największych zniszczeń po dewastacji z 1762 r. dokonały na zamku huragany w 1840 r. (dach zerwany z wieży), 1848 r. (zawalenie szczytu wieży) i 1868 r. Wreszcie pożar w 1876 r. strawił całkowicie wnętrze zamku. Próby zabezpieczenia rozpadającej się budowli podjęto w 1931 r. W latach 1936–1937, pokryto wieżę dachem. Jednak dalsze prace rozpoczęto dopiero po 30 latach.
W 1959 r. podczas prowadzonych na terenie w pobliżu zamku prac archeologicznych ustalono, że oprócz grodu do połowy XIII w. znajdowała się tutaj osada wczesnośredniowieczna.
Od 1991 r. zamek jest ponownie własnością prywatną. 5 lipca 2008 uroczyście świętowano 900-lecie istnienia zamku i wsi Świny z udziałem ludności oraz władz gminy i miasta Bolków. Wystawiono pamiątkowy pomnik nieopodal ruin zamku. Na jesieni 2008 zamek, po 17 latach w posiadaniu rodziny zanotowanej na Dolnym Śląsku już w 1421 roku (Johann F., pisarz miejski w Głogowie) przeszedł w nowe ręce.
Zamek Świny jest jednym z najstarszych na Szlaku Zamków Piastowskich. Według legendy miałby być połączony podziemnym przejściem ze znajdującym się kilka kilometrów dalej zamkiem w Bolkowie. Nad wejściem płycina z kartuszem zawierającym herb von  von Schweinichen.

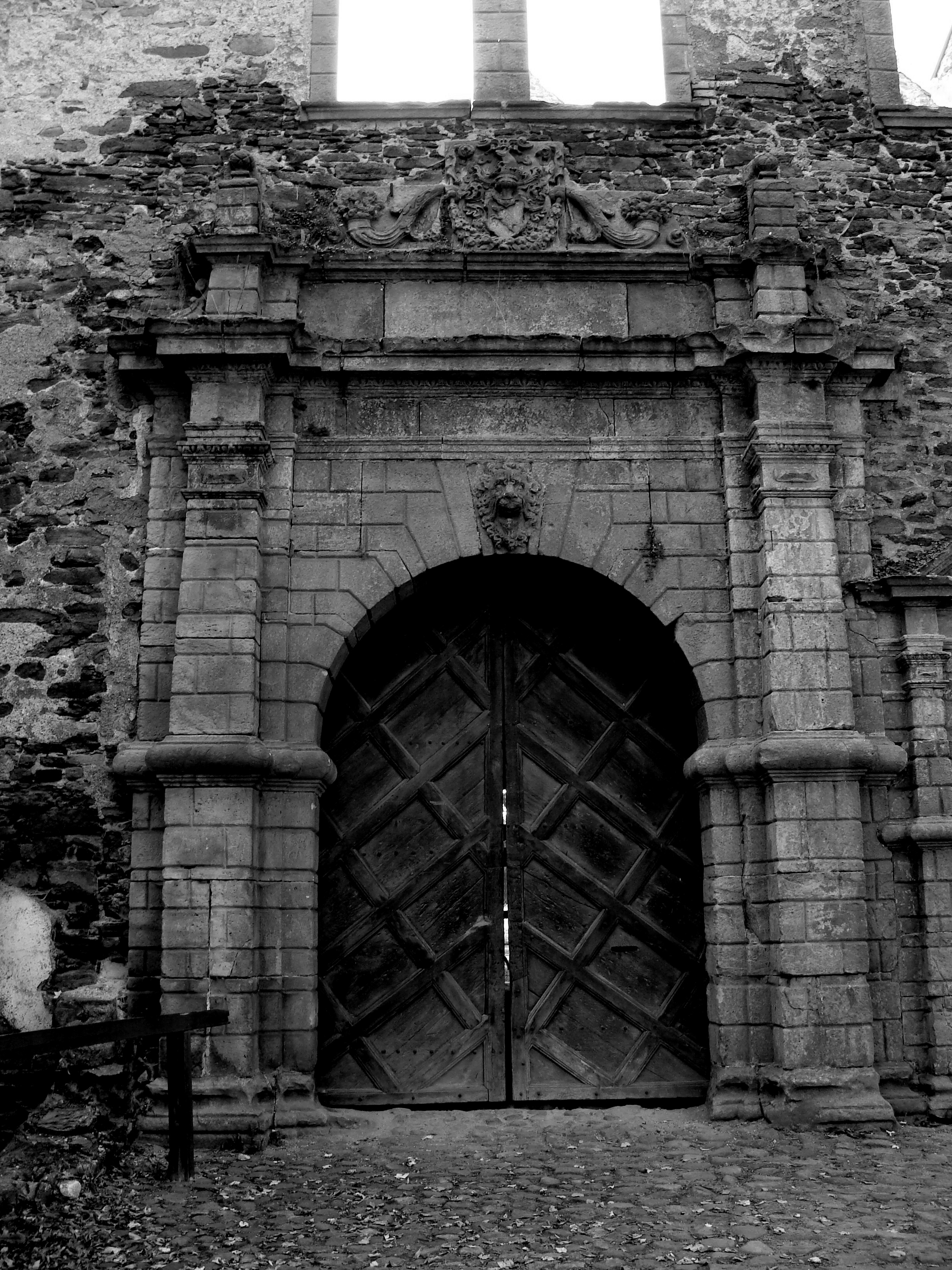
Portal z herbem Schweinichen
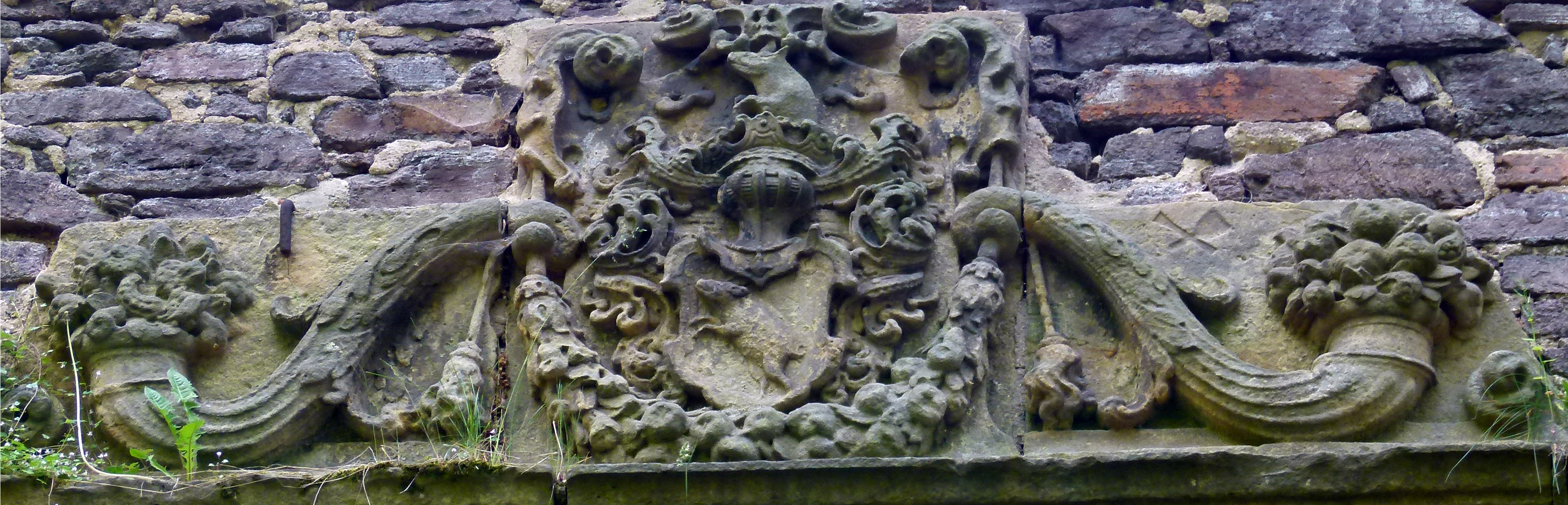
Płycina z herbem Schweinichen
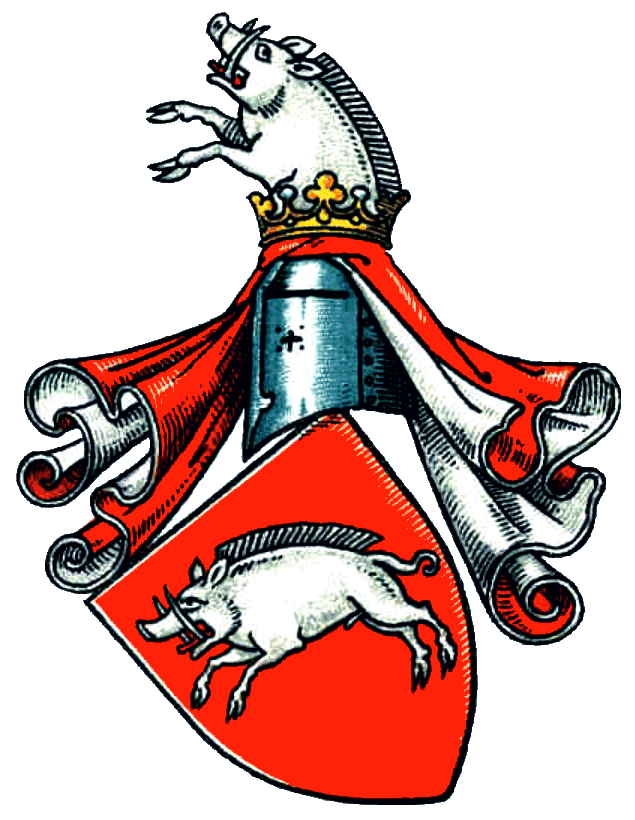
Herb von Schweinichen
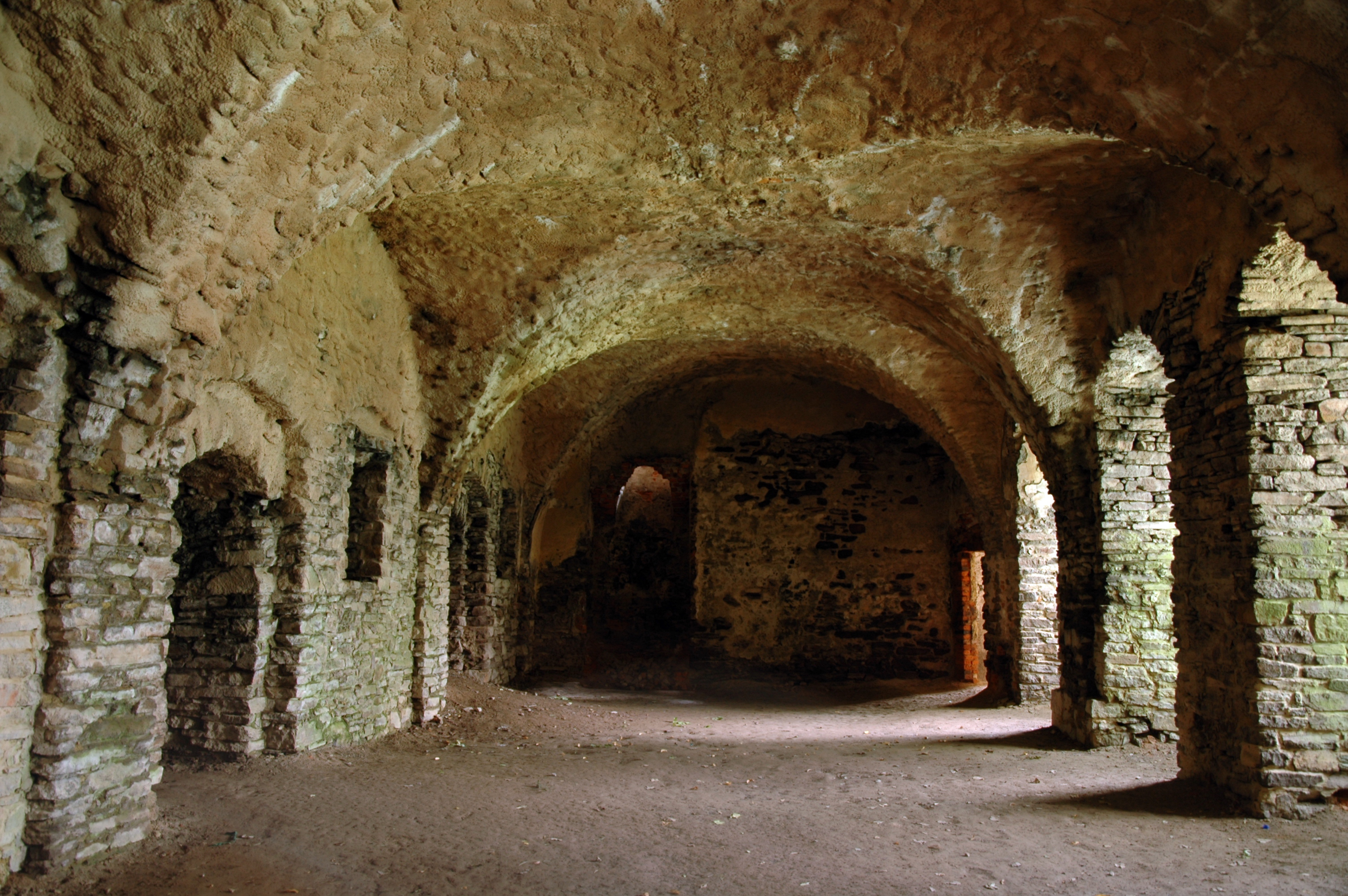
Podziemia
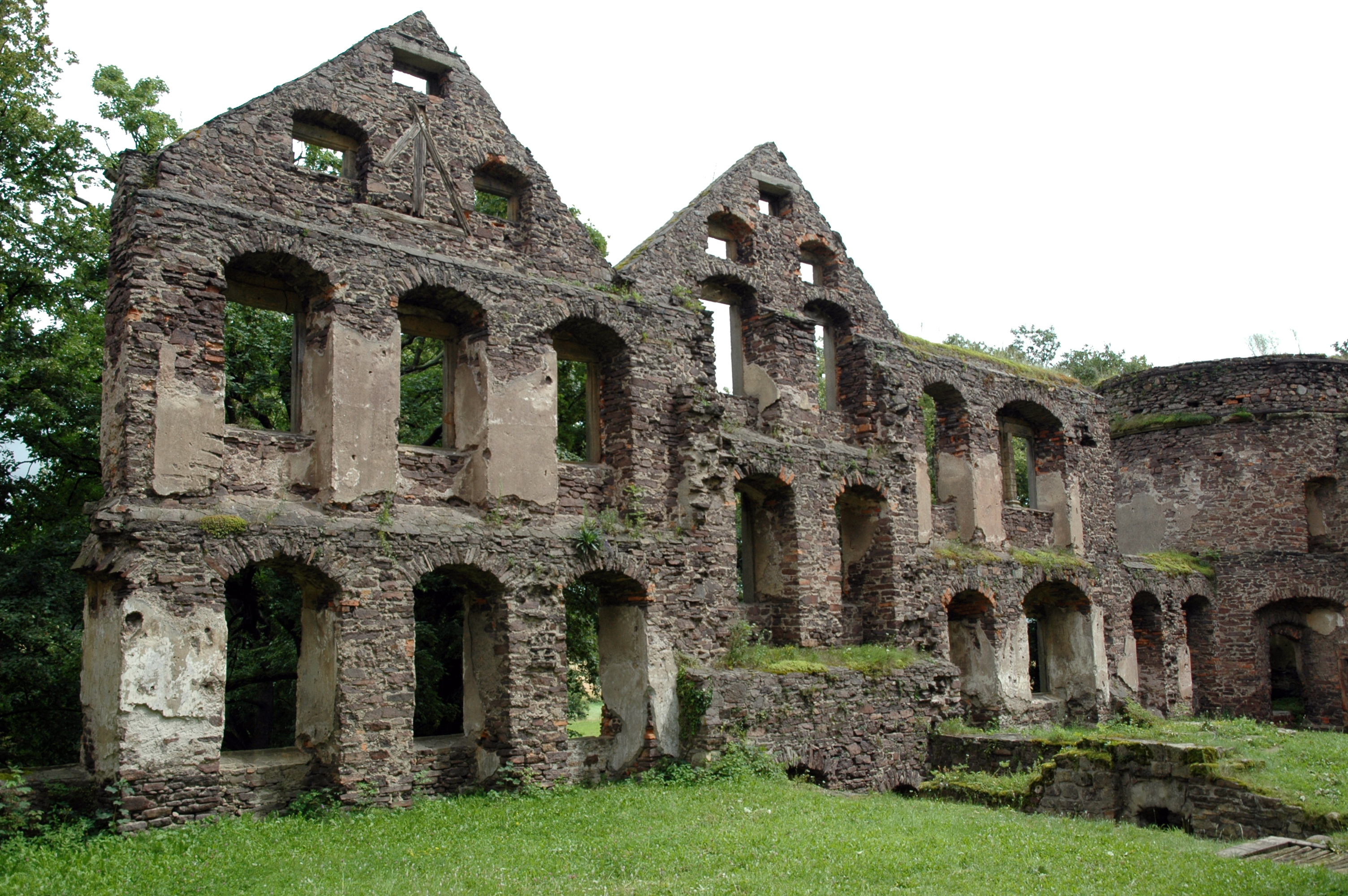
Fragment zamku